# Trapezita
Trapezita è un termine derivante dal greco antico τράπεζα (trapeza) che vuol dire tavolo, ossia il banco dietro il quale questi primi cambiavalute, con la comparsa delle monete metalliche, operarono nell'antica Grecia.

## L'attività del trapezita
Il lavoro del trapezita, corrispondente a quello dei banchieri, in Grecia poteva essere esercitato oltre che da privati, che usavano come capitali i loro fondi personali, anche da templi: vere e proprie banche presenti nei grandi santuari dove i sacerdoti facevano fruttare il denaro che ricevevano nelle offerte o in deposito accordando prestiti ai privati o alle città-stato.
Il santuario di Olimpia faceva da banca per il Peloponneso, quello di Delfi per le città della Grecia centrale, quello di Atena Parthenos concedeva prestiti ad Atene.
Vi erano anche banche gestite da un privato come quella di Pasione (430 a.C. circa – 370 a.C.), schiavo al servizio di due banchieri ateniesi, Antistene ed Archestrato, attivi alla fine del V secolo a.C., che per le sue capacità, acquisita la fiducia dei suoi due padroni, assunse prima la direzione della banca stessa e quindi ottenne la libertà, probabilmente verso il 394 a.C., divenendo proprietario della banca che, per i servigi resi negli anni ottanta del IV secolo a.C. alla città, gli fecero ottenere la cittadinanza onoraria di Atene.
Il mestiere del trapezita era impegnativo: non consisteva soltanto nel cambiare una moneta con un'altra, per la qual cosa bisognava essere al corrente sul valore al momento delle varie monete, ma anche capace di accertarsi del buon conio della moneta, se cioè questa non fosse stata falsificata oppure alterata per il materiale usato e il peso.
Quindi il cambiatore di monete doveva essere in grado di determinare o riconoscere il valore intrinseco delle monete, vale a dire il valore del metallo usato per forgiarle, e il valore nominale, fissato dalla città-stato emittente, ma solo raramente indicato sulla moneta; in genere questo era superiore a quello intrinseco, perché comprendeva anche le spese di fabbricazione e un'eventuale tassa.
I trapeziti inoltre dovevano essere aggiornati sul valore commerciale della moneta dipendente più che dagli scambi commerciali della città-stato, all'epoca non molto influenti poiché avvenivano ancora in gran parte con cambi in natura, dalla reputazione che la moneta aveva presso i commercianti.

## La riforma di Solone
Un ambiente particolarmente proficuo per il loro mestiere i trapeziti trovarono ad Atene quando fu avviata la riforma voluta da Solone che nel 594 a.C. emanò una nuova costituzione che divideva la popolazione ateniese, a seconda del reddito, in quattro classi.
La libertà era garantita a tutti i cittadini ma solo coloro che avessero beni materiali maggiori potevano ascendere alle cariche politiche più elevate. Tutti potevano partecipare alle assemblee popolari ed eleggere i loro governanti ma solo alle prime due classi era riservato il potere politico.
La nuova costituzione assicurava ad ogni cittadino la possibilità di esercitare liberamente un lavoro indipendentemente dalla classe di appartenenza: così i trapeziti nella loro attività di banchieri, potevano applicare nei prestiti il tasso d'interesse che a loro, salvo eventuali scrupoli morali, sembrasse più giusto. I tassi di interesse variavano dal 10 al 18% ad eccezione di quello particolarmente elevato del 30% che era richiesto per un prestito destinato all'acquisto di una barca: vi era infatti un grosso rischio per il trapezita perché in caso di naufragio il prestito veniva considerato sciolto.

## Fine del monopolio trapezita
I trapeziti che esercitavano una sorta di monopolio nell'attività bancarie cercarono di mantenerlo favorendo le autorità politiche: prestando denaro alle casse pubbliche a interessi esigui o impegnandosi quasi gratuitamente a riscuotere i tributi per conto dello Stato.
Tuttavia, verso il IV secolo a.C., si contrappose all'attività privata dei trapeziti quella di banche pubbliche gestite da funzionari statali, che iniziarono con la riscossione delle tasse e con le operazioni relative ai pagamenti per conto dello Stato e successivamente acquisirono tutte le operazioni caratteristiche delle banche.
In prima battuta i trapeziti delle città stato, quindi, si limitavano a gestire la riscossione delle tasse, i pagamenti e i prestiti statali. Fu con l'ellenismo che i trapeziti divennero delle vere e proprie banche. Ad esempio nell'Egitto lagide, ciascun distretto (Nομός, nome) possedeva una banca reale (basilikê trapeza) finanziata con la tassazione.
Presso i romani il termine trapezita era usato in alternativa ad argentarius e secondo Andreau nel secondo caso era inteso in termini dispregiativi.

## Dal medioevo ai giorni nostri
Il termine trapezita sopravvisse anche durante l'alto impero e il medioevo sia ad indicare l'attività bancaria sia quella di cambiavalute. Nell'alto medioevo esistono esempi in Belgio, Inghilterra e Saintonge in cui risultano tracce del termine bizantino trapezita.
Nel Glossario di Leida è scritto: "trapezeta et nummularius et colobista idem sunt qui nummis fenerantur et et uilis negotiis" a dimostrazione dell'uso ancora diffuso del termine in occidente e della sua equivalenza con i termini nummularius (di derivazione latina) e colobista (di origine greca).
Ancora oggi nel greco moderno τράπεζα è sinonimo di banca.